# Oleg Wiktorowitsch Nowizki
Oleg Wiktorowitsch Nowizki (russisch Олег Викторович Новицкий, * 12. Oktober 1971 in Tscherwen, Minskaja Woblasz, Weißrussische SSR) ist ein russischer Raumfahrer.

## Raumfahrertätigkeit
Nowizki wurde im Oktober 2006 als Raumfahrer ausgewählt und absolvierte seine Ausbildung von 2006 bis 2009. Er war Kommandant des Raumschiffs Sojus TMA-06M, das am 23. Oktober 2012 zur ISS startete. Nowizki war damit der erste seiner Ausbildungsgruppe, der zu einem Raumflug kam.
Nowizki startete am 17. November 2016 als Kommandant des Raumschiffes Sojus MS-03 zusammen mit der NASA-Astronautin Peggy Whitson und dem französischen ESA-Astronauten Thomas Pesquet zu seinem zweiten ISS-Langzeitaufenthalt. Dort arbeitete er als Bordingenieur der Expeditionen 50 und 51. Die Rückkehr zur Erde erfolgte am 2. Juni 2017.
Zu seinem dritten Flug startete er am 9. April 2021 als Kommandant des Raumschiffs Sojus MS-18. Zusammen mit Pjotr Dubrow und Mark Vande Hei flog er als Teilnehmer der Expedition 65 zur ISS. Die Rückkehr erfolgte am 17. Oktober 2021 zusammen mit dem Filmregisseur Klim Schipenko und der Schauspielerin Julija Peressild, die kurz zuvor mit Sojus MS-19 zur ISS geflogen waren. Diese hatten auf der ISS Dreharbeiten zum Film The Challenge – Die Herausforderung durchgeführt. In dem Film, der im Jahr 2023 veröffentlicht wurde, hat Nowizki einen Cameo-Auftritt.